# Santa Cruz Operation
Santa Cruz Operation (SCO) va ser una empresa estatunidenca de programari amb seu a Santa Cruz (Califòrnia), que era més coneguda per vendre tres variants d'Unix per a processadors Intel x86: Xenix, SCO UNIX (més tard conegut com a SCO OpenServer) i Unixware. Eric Raymond, en el seu llibre The Art of Unix Programming («L'Art de Programar en Unix»), anomena SCO com «la primera empresa d'Unix».
Abans d'això, els venedors d'Unix eren fabricants de maquinari informàtic o empreses telefòniques.
El 1993, SCO va adquirir dues empreses més petites i ha desenvolupat la línia de productes Tarantella. El 2001, SCO ven els seus drets sobre Unix i les divisions relacionades amb sistemes a Caldera Systems.
Després, la corporació només va conservar la seva línia de productes Tarantella, i va canviar el seu nom a Tarantella, Inc..
Caldera posteriorment va canviar el seu nom per a SCO, i després, per a The SCO Group (NASDAQ: SCOx, ara retirat de la llista: SCOXQ.PK), que ha creat certa confusió entre les dues companyies. L'empresa descrita aquí és l'original Santa Cruz Operation (NASDAQ: SCOC). Encara que generalment es refereix a ella simplement com «SCO» fins a l'any 2001, ara és de vegades referida com a «vella SCO» o «Santa Cruz», per distingir-la de «The SCO Group» a la qual la marca registrada «SCO» va ser transferida.